# Artur Glisczyński

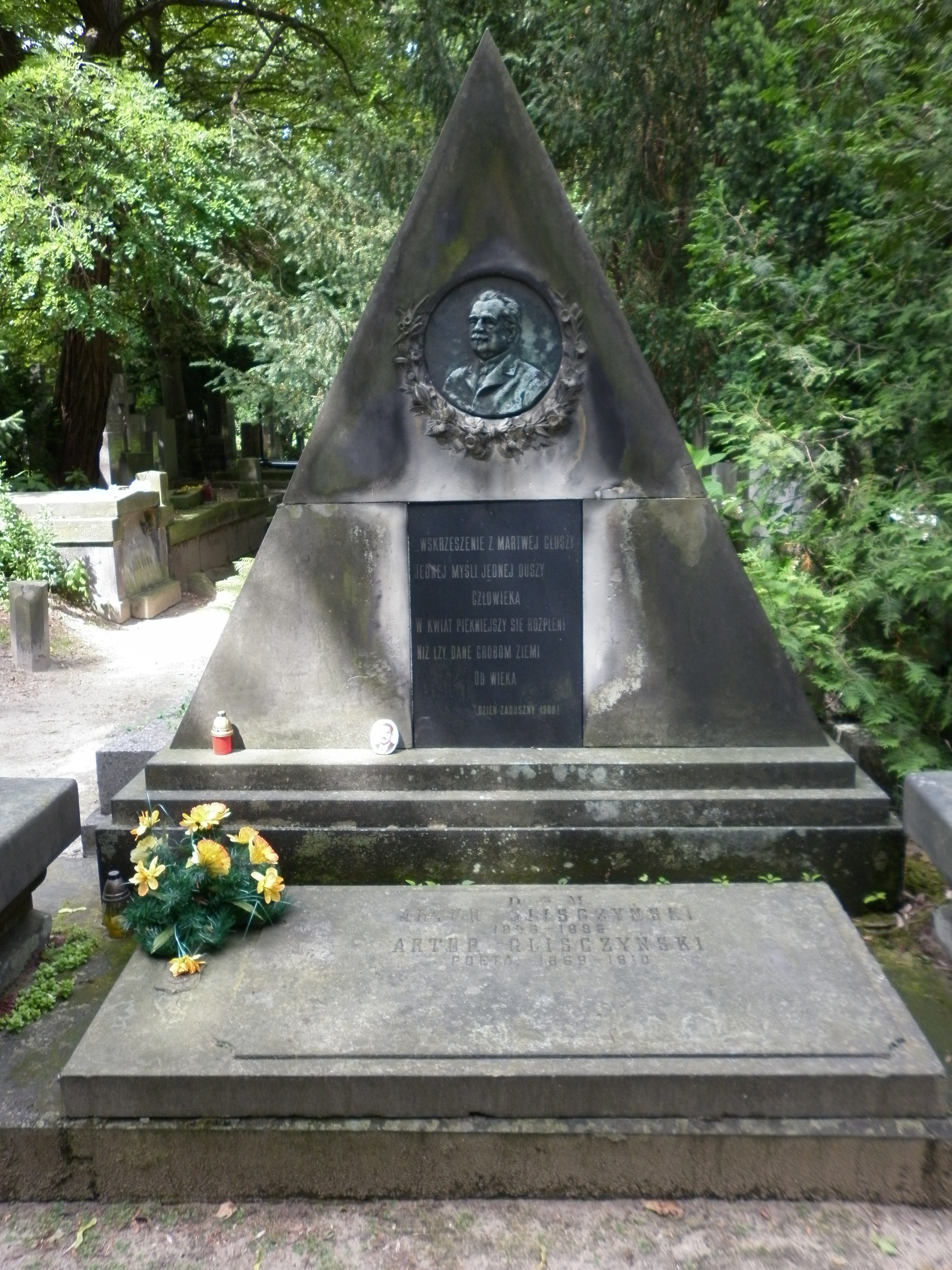
Grób Artura Glisczyńskiego na cmentarzu Powązkowskim

Artur Glisczyński (ur. 27 lipca 1869 w Warszawie, zm. 18 października 1910 tamże) – polski dziennikarz, publicysta, poeta, związany twórczością z Łodzią.

Dla kultury łódzkiej, a przede wszystkim dla łódzkiej literatury ma jego twórczość i praca dziennikarska podstawowe znaczenie

## Życiorys
Syn Artura i Leonii ze Zdzienieckich. Ukończył gimnazjum realne i Szkołę Handlową im. L. Kronenberga w Warszawie. W 1889 r. został urzędnikiem Kolei Żelaznej Fabryczno-Łódzkiej. W 1886 r. debiutował w „Gazecie Radomskiej”, od 1891 r. pisał do warszawskiego „Głosu” korespondencje z Łodzi. Redagował kalendarz informacyjno-adresowy „Łodzianin” (1894–1895), zamieszczając w nim m.in. przegląd wydarzeń miejscowych Z roku na rok. W latach 1893–1895 redagował kalendarz humorystyczny „Łodzianka”, w 1893 r. wydał wspólnie z Z.J. Naimskim jednodniówkę „Cyklista łódzki”. W 1901 r. ukazał się ceniony przez historyków literatury zbiór jego wierszy o tematyce łódzkiej Z mroku i dymu.
Publikował artykuły i felietony w „Gońcu Łódzkim” (1898–1901), „Ognisku Rodzinnym” (1899) i „Świecie”. W 1901 r. przeniósł się do Warszawy, gdzie od 1903 r. został stałym współpracownikiem „Kuriera Warszawskiego”. Redagował później „Kurier Świąteczny”, a pod koniec życia był redaktorem i wydawcą „Kolców”.
Zmarł w Warszawie 18 października 1910 r. na zapalenie płuc. Został pochowany na cmentarzu Powązkowskim (kwatera 206-2-30). Na pogrzebie nad jego grobem przemawiali: w imieniu redakcji „Kuriera Warszawskiego” K. Olchowicz, w imieniu współkolegów J. Ochorowicz.